# Sakramentarz Drogona

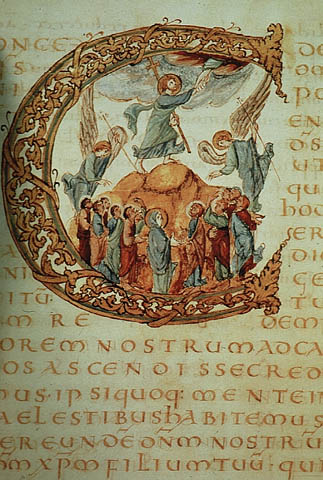
Fragment karty 71v. W ozdobnym inicjale umieszczono scenę wniebowstąpienia Jezusa

Sakramentarz Drogona – bogato iluminowany karoliński rękopis sakramentarza, pochodzący z IX wieku. Znajduje się w zbiorach Francuskiej Biblioteki Narodowej w Paryżu (sygnatura MS lat. 9428).
Spisana po łacinie księga liczy 130 stron i ma wymiary 265×210 mm. Manuskrypt charakteryzuje się ozdobnymi inicjałami, z których wiele zawiera sceny figuralne. Obecna oprawa księgi, w formie drewnianych desek obłożonych zielonym aksamitem, pochodzi z XVI wieku. Osadzono w niej pochodzące z oryginalnej oprawy dziewięć plakietek wykonanych z kości słoniowej, na których wyrzeźbiono reliefy przedstawiające różne ceremonie liturgiczne.
Rękopis został wykonany dla Drogona, nieślubnego syna Karola Wielkiego, arcybiskupa Metzu w latach 844-855. Przechowywany przez stulecia w skarbcu tamtejszej katedry, został zagrabiony podczas rewolucji francuskiej. Od 1802 roku stanowi część zbiorów Francuskiej Biblioteki Narodowej.